# 霍利科韋 (北頓涅茨克區)
49°9′47″N 38°9′56″E / 49.16306°N 38.16556°E
霍利科韋（烏克蘭語：Голикове）是位於烏克蘭東部的村莊，由盧甘斯克州北頓涅茨克區的克雷明纳市镇負責管轄。該村始建於1960年，面積4.23平方公里，海拔高度80米，2001年人口92，人口密度每平方公里21.8人。